# ماكسيم كورشونوف (لاعب كرة قدم)
ماكسيم كورشونوف هو لاعب كرة قدم روسي في مركز الوسط، ولد في 11 أبريل 1993. لعب مع ميتالورج كوزباس نوفوكوزنتسك ‏.

## وصلات خارجية
- ماكسيم كورشونوف (لاعب كرة قدم) على موقع Soccerway.com (الإنجليزية)